# Verdrag van Abernethy
Het Verdrag van Abernethy werd getekend in 1072 te Abernethy tussen koning Malcolm III van Schotland en Willem de Veroveraar. Malcolm werd een vazal van Willem, zijn zoon Duncan II werd meegegeven als gijzelaar en Edgar Ætheling werd verbannen uit Schotland. Ter compensatie kreeg Malcolm een deel van het graafschap Cumbria.

## Achtergrond
Een deel van de Angelsaksische edelen legde zich niet neer bij de nederlaag na de Slag bij Hastings in 1066. De Witenagemot koos de veertienjarige Edgar Ætheling uit het Huis Wessex als nieuwe koning. Hun uitvalbasis was het Graafschap Northumbria.
Willem reageerde met de teistering van het noorden (1069-1070). Edgar Ætheling vluchtte naar Schotland, waar hij goed werd opgevangen. Eind 1070 huwde Malcolm de zus van Edgar, Margaretha en 1071 ging hij in de tegenaanval. De beide partijen troffen elkaar ter hoogte van Abernethy en sloten vrede.